# Jean Absil
Jean Absil (n. 23 octombrie 1893, Péruwelz, Valonia, Belgia – d. 2 februarie 1974, Uccle, Comunitatea Francofonă din Belgia⁠(d), Belgia) a fost compozitor și profesor de muzică belgian.
S-a născut în Péruwelz în provincia Hainaut, Belgia. Compozitor belgian, membru al Academiei Regale din Belgia. A scris poeme și suite simfonice, muzică pentru teatru, lucrări corale și instrumentale, precum și o Rapsodie pentru vioară și orchestră, o Suită pentru orchestră și o Cantată de cameră, unele inspirate din muzica populară românească.
A făcut parte din juriul primului și celui de-al doilea Concurs internațional „G. Enescu", care au avut loc la București, în 1958 și 1961. A fost președinte al Asociației de prietenie belgiano-române.